# كريستيان هانسون
كريستيان هانسون (بالإنجليزية: Christian Hanson)‏ (3 أغسطس 1981 في المملكة المتحدة - ) هو لاعب كرة قدم بريطاني في مركز الدفاع. لعب مع بورت فايل وكامبريدج يونايتد ونادي توركي يونايتد ونادي ليتون أورينت ونادي ميدلزبره وويتبي تاون ‏ ونادي غيتزهد وهافانت أند ووترلوفيل وبيلينغهام سينثونيا ‏ وبيلينغهام تاون ‏ وDunston UTS F.C. ‏ وغرايز أتلاتيك ‏ وسبنيمور تاون ‏ وسبنيمور يونايتد ‏.

## وصلات خارجية
- كريستيان هانسون على موقع قاعدة بيانات كرة القدم.إي يو (الإنجليزية)
- كريستيان هانسون على موقع Soccerbase.com (لاعب) (الإنجليزية)